# Ray Milland
Ray Milland (nacido como Alfred Reginald Jones, Neath, Gales, Reino Unido, 3 de enero de 1907-Torrance, California, Estados Unidos, 10 de marzo de 1986) fue un actor y cineasta galés, con ciudadanía británica y estadounidense. Su carrera en la gran pantalla discurrió entre los años 1929 a 1985, un periodo en el que ganó un Óscar, por su papel de escritor alcohólico en Días sin huella (1945) dirigida por Billy Wilder. También es recordado por sus interpretaciones en Reap the Wild Wind (1942) como un protagonista sofisticado frente al personaje corrupto de John Wayne, el marido que trama el asesinato de su mujer en Dial M for Murder de Alfred Hitchcock (1954) y Oliver Barrett III en Love Story (1970).
Antes de convertirse en actor, Milland trabajó en la Household Cavalry del Ejército Británico, convirtiéndose en un hábil tirador, jinete y piloto de avión. Dejó el ejército para seguir una carrera en la actuación y apareció como extra en varias producciones británicas antes de obtener su primer papel importante en The Flying Scotsman (1929). Esto lo llevó a un contrato de nueve meses con la MGM, y se mudó a los Estados Unidos, donde apareció como actor de reparto. Después de ser liberado por la MGM, fue contratado por la Paramount, que usó a Milland en una variedad de partes de habla menor, normalmente como un personaje en inglés. Fue cedido en préstamo a la Universal para la película Three Smart Girls (1936), y su éxito le proporcionó a Milland un papel protagonista en The Jungle Princess (también en 1936) junto a la nueva estrella Dorothy Lamour. La película fue un gran éxito comercial y le catapultó al estrellato. Milland continuó trabajando en la Paramount durante casi 20 años.
Además de por su papel ganador del Oscar en Días sin huella, Milland también es recordado por las películas The Major and the Minor (1942), The Big Clock (1948) y The Thief (1952), que le valió su segundo Globo de Oro. Después de dejar Paramount, comenzó una carrera en televisión. Milland, quien fue en algún momento el actor mejor pagado de Paramount, coprotagonizó junto a muchas de las actrices más populares de la época, incluidas Gene Tierney, Grace Kelly, Lana Turner, Marlene Dietrich, Ginger Rogers, Jane Wyman, Loretta Young y Veronica Lake.  Gracias a su destacada apostura y sólida interpretación fue valorado al mismo nivel con estrellas galanes del momento como Stewart Granger, James Stewart y Gary Cooper.

## Biografía

### Primeros años
Alfred Reginald Jones, su verdadero nombre, nació el 3 de enero de 1907 en Neath, en Gales, hijo de Elizabeth Annie (nacida Truscott) y el superintendente de la acería Alfred Jones. Milland fue educado de forma independiente antes de asistir a la escuela privada King's College en Cardiff. También trabajó en la granja de cría de caballos de su tío antes de salir de casa a la edad de 21 años. Al hablar sobre las personalidades de sus padres, declaró en su autobiografía de 1974 que:

Mi padre no era un hombre cruel ni duro. Solo  muy tranquilo. Creo que era un romántico incurable y, en consecuencia, tenía un poco de miedo a sus emociones y tal vez se avergonzaba de ellas ... había sido un joven húsar en la Guerra de los Bóeres y había estado presente en el alivio de Mafeking. Nunca mantuvo largas conversaciones con nadie, excepto quizás conmigo, posiblemente porque yo era el único otro hombre en nuestra familia. El hogar consistía en mi madre, una mujer bastante volátil y coqueta muy preocupada por la propiedad y por lo que pensaban los vecinos.

Antes de convertirse en actor, Milland sirvió en la Household Cavalry.  Experto en tiro, se convirtió en miembro del equipo de rifles de su compañía, ganando muchas competiciones prestigiosas, incluido el Bisley Match en Inglaterra. Mientras se hallaba estacionado en Londres, Milland conoció a la bailarina Margot St. Leger, y a través de ella conoció a la actriz estadounidense Estelle Brody. Brody cuestionó el compromiso de Milland con el ejército, lo que llevó a Milland a dejarlo en 1928 con la esperanza de convertirse en actor.
Su primera aparición en el cine fue como extra sin acreditar en Piccadilly (1929), una película del director alemán Ewald André Dupont. Después de varios trabajos como extra sin acreditar, firmó con un agente de talento llamado Frank Zeitlin por recomendación del compañero actor Jack Raine. Su destreza como tirador le valió trabajar como extra para el estudio British International Pictures en la producción de Arthur Robinson de The Informer (1929), la primera adaptación cinematográfica de la novela de Liam O'Flaherty. Mientras trabajaba en The Informer, se le pidió que probara una producción filmada en un escenario vecino. Milland causó una impresión favorable con el director Castleton Knight, y fue contratado para su primer papel como Jim Edwards en The Flying Scotsman (también en 1929). En su autobiografía, Milland recuerda que durante ese rodaje se le sugirió que adoptara un nombre artístico, y eligió a Milland por las "mill lands" ("tierras de molinos") de su ciudad natal de Gales, Neath.
Su trabajo en The Flying Scotsman le valió un contrato de seis meses durante los que Milland protagonizó otras dos películas dirigidas por Knight, The Lady from the Sea y The Plaything (ambas en 1929). Convencido de que como intérprete no era gran cosa y que había obtenido sus papeles cinematográficos solo gracias a su apariencia, Milland decidió buscar trabajo en los escenarios para mejorar como actor. Al enterarse de que el dueño del club, Bobby Page, estaba financiando una compañía de turismo, Milland se le acercó con la esperanza de trabajar. Se le dio el papel de segundo protagonista en The Woman in the Room, una producción de Sam Shipman y Max Marcin. Aunque solo estuvo cinco semanas en la obra, Milland sintió que había adquirido una valiosa experiencia interpretativa.

## Trayectoria

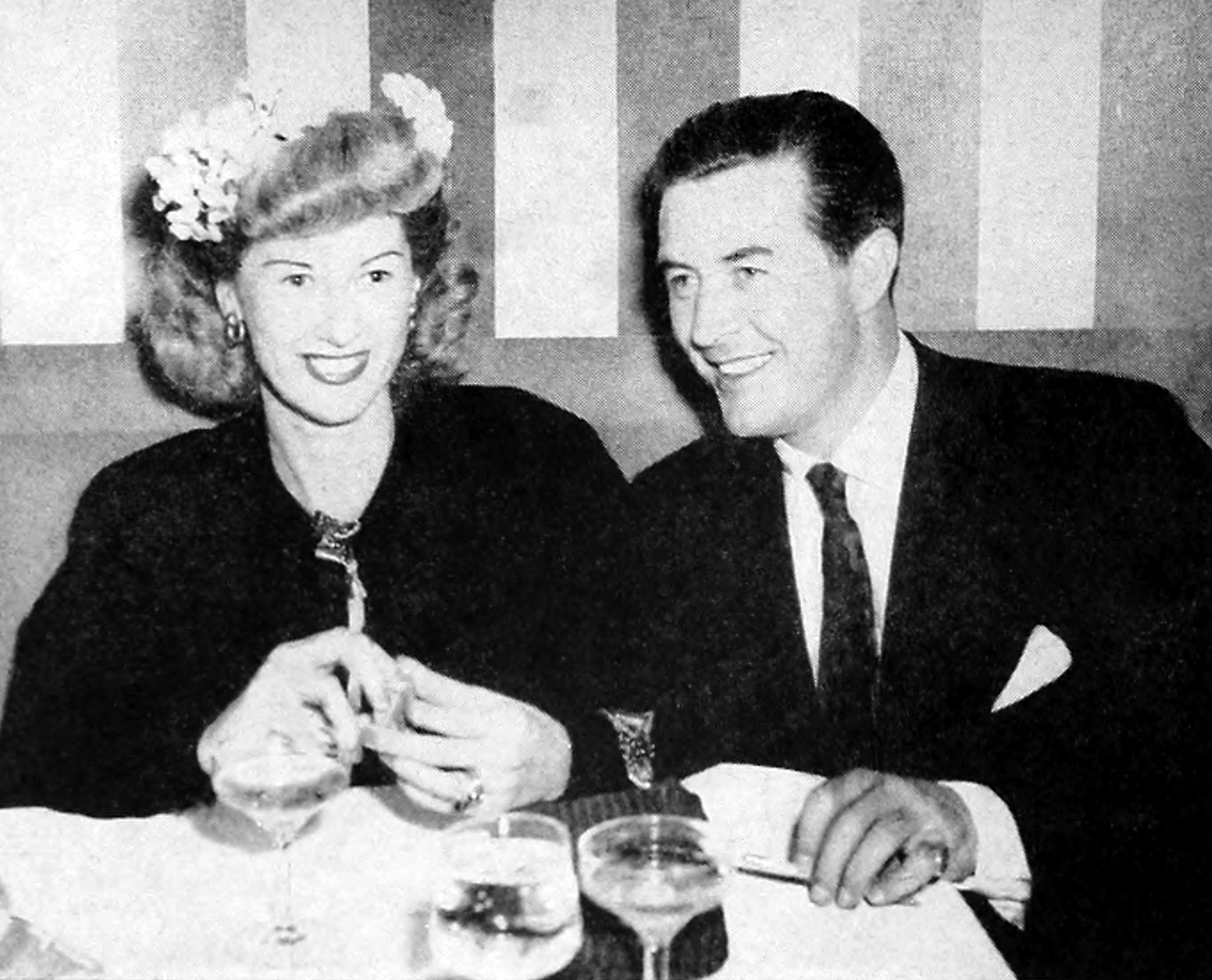
Ray Milland y su esposa Muriel (1942)

Comenzó trabajando en el teatro en Londres, para luego pasar a protagonizar en 1929 varias producciones británicas. Con estas películas fue descubierto por Hollywood, que no tardó en reclutarlo como actor galán debido a su destacada apostura y sólida interpretación lo que le permitió estar al mismo nivel con Stewart Granger, James Stewart y Gary Cooper.

### Estrella en los años 30
A partir de mitad de los años treinta ya es una estrella, y protagoniza películas importantes como Tres diablillos (de Henry Koster), Una chica afortunada (de Mitchell Leisen), o la cinta de aventuras Beau Geste (de William A. Wellman), donde compartió protagonismo con Gary Cooper.
En 1932, contrajo matrimonio con Muriel Frances Weber Milland (1908-†1992), tuvieron un único hijo llamado Daniel David (1940-†1981) y fueron una pareja muy estable dentro del mundo hollywoodense hasta la muerte de Milland, ella le sobrevivió 6 años. 

### Con Billy Wilder
En los años cuarenta su fama continuó creciendo y trabaja con grandes directores como Cecil B. DeMille en Reap the Wild Wind (donde se tuvo que enfrentar con John Wayne) y Billy Wilder en El mayor y la menor. En la primera mitad de los años cuarenta está en el apogeo de su estrellato y trabaja en buenas películas como Alondra del cielo (de Mark Sandrich), Los intrusos o La bribona (de Sidney Lanfield). Este gran momento culmina con una nueva película de Billy Wilder, Días sin huella, con la que ganó el premio Óscar de la Academia de Hollywood, y el galardón a la mejor actuación masculina en el Festival de Cannes. También destaca haber protagonizado la película de Fritz Lang Ministry of Fear de 1944.

### Lento declive
Continuó protagonizando títulos importantes como El reloj asesino (de John Farrow), o el western titulado California (también dirigido por John Farrow). En los años cincuenta se mantuvo en buenos títulos: de esta época son películas como Cerca de mi corazón (de William Keighley),
Círculo de peligro (de Jacques Tourneur), y sobre todo destaca su gran interpretación en
Crimen perfecto (de Alfred Hitchcock), donde es el marido que planea matar a su esposa interpretada por Grace Kelly. En este etapa de su vida mantuvo un muy discreto romance tras bambalinas con Grace que fue cortado abruptamente por la familia Kelly.
En 1955 dirige su primera película, que también protagoniza: se trata de un western titulado Un hombre solo. Por esta época comienza a trabajar en televisión protagonizando la serie Conoce a Mr. McNulty, con la que está dos años en antena.
En 1956 dirigió su segunda película, Lisbon, de nuevo protagonizándola, y sin conseguir el éxito comercial deseado, igual que con Ladrón de manos de seda, donde de nuevo era director y protagonista en 1958. Al final de los cincuenta su interpretación televisiva aumenta, aunque todavía protagonizará una película de Allan Dwan, El filo del río, con Anthony Quinn como compañero de reparto. Al empezar los años sesenta es más habitual en televisión que en el cine, sin embargo, comienza a colaborar con el rey de la serie B, Roger Corman, para el que va a protagonizar dos películas, The Premature Burial basada en el relato homónimo de Edgar Allan Poe, y El hombre con rayos X en los ojos. De esta misma época es Pánico infinito, su cuarta película como director y actor. El resto de los años sesenta son más televisivos que cinematográficos si bien hace películas en Europa, concretamente en Francia, Alemania, Italia y España.

### Últimos trabajos

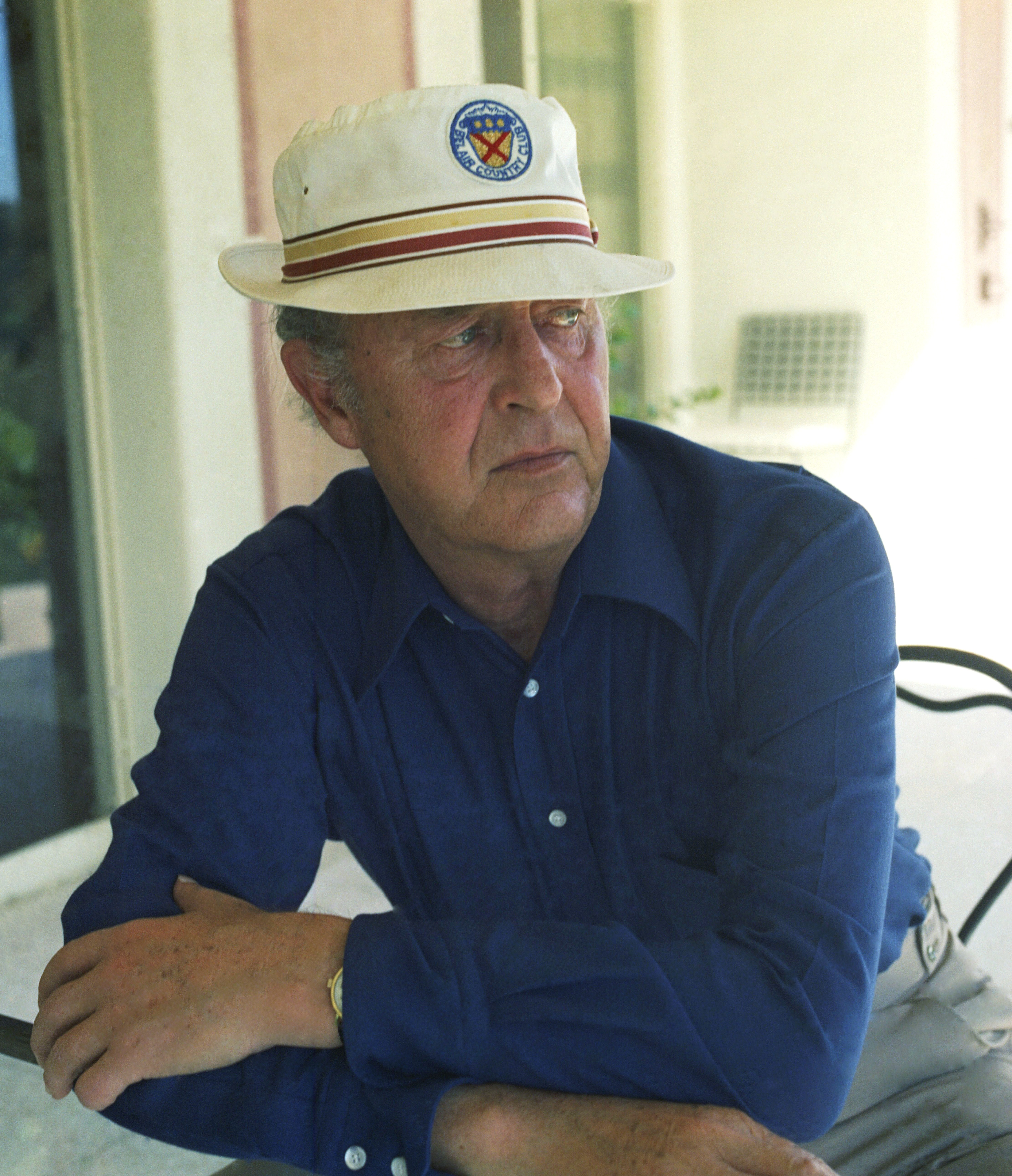
Ray Milland en 1973

En 1970 trabajó en una de las últimas películas importantes, Love Story, una película que fue todo un éxito en su momento basado en el best seller de Erich Segal y dirigida por Arthur Hiller. Sirvió para convertir en estrellas momentáneas a Ryan O'Neal y a Ali MacGraw, teniendo Milland que conformarse con interpretar al despótico padre del protagonista. En la década de los setenta se le puede ver en producciones menores haciendo papeles secundarios.
También es villano en un par de capítulos de Columbo, y es uno de los muchos actores destacados que trabajan en la miniserie de éxito mundial Hombre rico, hombre pobre basado en la novela de Irwin Shaw. Trabajó como actor secundario o como protagonista invitado en series de éxito como Hotel (1983-1988) o The Love Boat (1977-1986). Milland continuó trabajando hasta 1986, cuando el cáncer de pulmón que padecía le produjo la muerte.

## Filmografía
Cine

### 1929—1940
| Año  | Título                      | Rol                               | Director            | Otras estrellas                                 | Notas         |
| ---- | --------------------------- | --------------------------------- | ------------------- | ----------------------------------------------- | ------------- |
| 1928 | Moulin Rouge                | Theatre Patron                    | Ewald André Dupont  | Olga Chekhova Eve Gray Jean Bradin              | No acreditado |
| 1929 | Piccadilly                  | Extra en el nightclub             | Arnold Bennett      | Gilda Gray Anna May Wong                        | No acreditado |
| 1929 | The Flying Scotsman         | Jim Edwards                       | Castleton Knight    | Pauline Johnson Moore Marriott                  |               |
| 1929 | The Plaything               | Ian                               | Castleton Knight    | Marguerite Allan                                |               |
| 1929 | The Informer                | Sharpshooter                      | Arthur Robison      | Lya De Putti Lars Hanson                        | No acreditado |
| 1930 | Way for a Sailor            | Ship's Officer                    | Sam Wood            | John Gilbert Wallace Beery                      | Uncredited    |
| 1930 | The Lady from the Sea       | Tom Roberts                       | Castleton Knight    | Mona Goya                                       | No acreditado |
| 1930 | Passion Flower              | Party guest with letter           | William C. deMille  | Kay Francis Kay Johnson Charles Bickford        | No acreditado |
| 1931 | The Bachelor Father         | Geoffrey Trent                    | Robert Z. Leonard   | Marion Davies C. Aubrey Smith                   |               |
| 1931 | Strangers May Kiss          | Third Admirer                     | George Fitzmaurice  | Norma Shearer Robert Montgomery                 | No acreditado |
| 1931 | Just a Gigolo               | Freddie                           | Jack Conway         | William Haines Irene Purcell C. Aubrey Smith    |               |
| 1931 | Bought!                     | Charles Carter Jr.                | Archie Mayo         | Constance Bennett Ben Lyon                      |               |
| 1931 | Ambassador Bill             | King Lothar                       | Sam Taylor          | Will Rogers                                     |               |
| 1931 | Blonde Crazy                | Joe Reynolds                      | Roy Del Ruth        | James Cagney Joan Blondell                      |               |
| 1932 | The Man Who Played God      | Eddie                             | John G. Adolfi      | George Arliss Bette Davis                       | No acreditado |
| 1932 | Polly of the Circus         | Church Usher                      | Alfred Santell      | Marion Davies Clark Gable                       | No acreditado |
| 1932 | But the Flesh Is Weak       | Mr. Stewart (hombre en la fiesta) | Jack Conway         | Robert Montgomery                               | Uncredited    |
| 1932 | Payment Deferred            | James Medland                     | Lothar Mendes       | Charles Laughton Maureen O'Sullivan             |               |
| 1933 | This Is the Life            | Bob Travers                       | Albert de Courville | Gordon Harker Binnie Hale                       |               |
| 1934 | Bolero                      | Lord Robert Coray                 | Wesley Ruggles      | George Raft Carole Lombard                      |               |
| 1934 | We're Not Dressing          | Prince Michael Stofani            | Norman Taurog       | Bing Crosby Carole Lombard                      |               |
| 1934 | Orders Is Orders            | Dashwood                          | Walter Forde        | Charlotte Greenwood James Gleason Finlay Currie |               |
| 1934 | Many Happy Returns          | Ted Lambert                       | Norman McLeod       | Gracie Allen George Burns                       |               |
| 1934 | Charlie Chan in London      | Neil Howard                       | Eugene Forde        | Warner Oland                                    |               |
| 1934 | Menace                      | Freddie Bastion                   | Ralph Murphy        | Gertrude Michael Paul Cavanagh                  |               |
| 1934 | One Hour Late               | Tony St. John                     | Ralph Murphy        | Joe Morrison Helen Twelvetrees Conrad Nagel     |               |
| 1935 | The Gilded Lily             | Charles Gray (Lord Granton)       | Wesley Ruggles      | Claudette Colbert Fred MacMurray                |               |
| 1935 | Four Hours to Kill!         | Carl Barrett                      | Mitchell Leisen     | Richard Barthelmess Helen Mack                  |               |
| 1935 | Alias Mary Dow              | Peter Marshall                    | Kurt Neumann        | Sally Eilers                                    |               |
| 1935 | The Glass Key               | Taylor Henry                      | Frank Tuttle        | George Raft                                     |               |
| 1936 | Next Time We Love           | Tommy Abbott                      | Edward Griffith     | Margaret Sullavan James Stewart                 |               |
| 1936 | The Return of Sophie Lang   | Jimmy Dawson                      | George Archainbaud  | Gertrude Michael Sir Guy Standing               |               |
| 1936 | The Big Broadcast of 1937   | Bob Miller                        | Mitchell Leisen     | Jack Benny Shirley Ross                         |               |
| 1936 | Three Smart Girls           | Lord Michael Stuart               | Henry Koster        | Deanna Durbin                                   |               |
| 1936 | The Jungle Princess         | Christopher Powell                | Wilhelm Thiele      | Dorothy Lamour                                  |               |
| 1937 | Bulldog Drummond Escapes    | Capt. Hugh "Bulldog" Drummond     | James P. Hogan      | Heather Angel Reginald Denny                    |               |
| 1937 | Wings over Honolulu         | Lieutenant Samuel Gilchrist       | H. C. Potter        | Wendy Barrie                                    |               |
| 1937 | Easy Living                 | John Ball, Jr.                    | Mitchell Leisen     | Jean Arthur Edward Arnold                       |               |
| 1937 | Ebb Tide                    | Robert Herrick                    | James P. Hogan      | Frances Farmer                                  | Technicolor   |
| 1937 | Wise Girl                   | John O'Halloran                   | Leigh Jason         | Miriam Hopkins                                  |               |
| 1938 | Her Jungle Love             | Bob Mitchell                      | George Archainbaud  | Dorothy Lamour                                  | Technicolor   |
| 1938 | Tropic Holiday              | Ken Warren                        | Theodore Reed       | Dorothy Lamour                                  |               |
| 1938 | Men with Wings              | Scott Barnes                      | William A. Wellman  | Fred MacMurray Louise Campbell                  | Technicolor   |
| 1938 | Say It in French            | Richard Carrington, Jr.           | Andrew L. Stone     | Olympe Bradna                                   |               |
| 1939 | Hotel Imperial              | Lieutenant Nemassy                | Robert Florey       | Isa Miranda                                     |               |
| 1939 | Beau Geste                  | John Geste                        | William A. Wellman  | Gary Cooper Susan Hayward                       |               |
| 1939 | Everything Happens at Night | Geoffrey Thompson                 | Irving Cummings     | Sonja Henie Robert Cummings                     |               |
| 1940 | French Without Tears        | Alan Howard                       | Anthony Asquith     | Ellen Drew                                      |               |
| 1940 | Irene                       | Donald "Don" Marshall             | Herbert Wilcox      | Anna Neagle Marsha Hunt                         | Technicolor   |
| 1940 | The Doctor Takes a Wife     | Dr. Timothy Sterling              | Alexander Hall      | Loretta Young                                   |               |
| 1940 | Untamed                     | Dr. William Crawford              | George Archainbaud  | Patricia Morison Akim Tamiroff                  | Technicolor   |
| 1940 | Arise, My Love              | Tom Martin                        | Mitchell Leisen     | Claudette Colbert                               |               |

### 1941—1950
| Año  | Título                  | Rol                                  | Director         | Otras estrellas                               | Notas                |
| ---- | ----------------------- | ------------------------------------ | ---------------- | --------------------------------------------- | -------------------- |
| 1941 | I Wanted Wings          | Jeff Young                           | Mitchell Leisen  | William Holden Constance Moore Veronica Lake  |                      |
| 1941 | Skylark                 | Tony Kenyon                          | Mark Sandrich    | Claudette Colbert Brian Aherne                |                      |
| 1941 | Sullivan's Travels      | Near-collision man on studio street  | Preston Sturges  | Joel McCrea Veronica Lake Robert Warwick      | No acreditado        |
| 1942 | The Lady Has Plans      | Kenneth Clarence Harper              | Sidney Lanfield  | Paulette Goddard Roland Young                 |                      |
| 1942 | Star Spangled Rhythm    | Himself                              | George Marshall  | Franchot Tone Fred MacMurray                  |                      |
| 1942 | Reap the Wild Wind      | Mr. Stephen "Steve" Tolliver         | Cecil B. DeMille | John Wayne Paulette Goddard                   | Technicolor          |
| 1942 | Are Husbands Necessary? | George Cugat                         | Norman Taurog    | Betty Field Patricia Morison                  |                      |
| 1942 | The Major and the Minor | Major Philip Kirby                   | Billy Wilder     | Ginger Rogers                                 |                      |
| 1943 | Forever and a Day       | Lieutenant William "Bill" Trimble    |                  | Anna Neagle C. Aubrey Smith                   |                      |
| 1943 | The Crystal Ball        | Brad Cavanaugh                       | Elliott Nugent   | Paulette Goddard                              |                      |
| 1944 | Lady in the Dark        | Charley Johnson                      | Mitchell Leisen  | Ginger Rogers                                 | Technicolor          |
| 1944 | The Uninvited           | Roderick Fitzgerald                  | Lewis Allen      | Gail Russell Donald Crisp                     |                      |
| 1944 | Till We Meet Again      | John                                 | Frank Borzage    | Barbara Britton                               |                      |
| 1944 | Ministry of Fear        | Stephen Neale                        | Fritz Lang       | Marjorie Reynolds                             |                      |
| 1945 | Kitty                   | Sir Hugh Marcy                       | Mitchell Leisen  | Paulette Goddard                              |                      |
| 1945 | The Lost Weekend        | Don Birnam                           | Billy Wilder     | Jane Wyman Phillip Terry Howard Da Silva      | Oscar al mejor actor |
| 1946 | The Well Groomed Bride  | Lieutenant Dudley Briggs             | Sidney Lanfield  | Olivia de Havilland Sonny Tufts               |                      |
| 1947 | California              | Jonathan Trumbo                      | John Farrow      | Barbara Stanwyck Barry Fitzgerald             | Technicolor          |
| 1947 | The Imperfect Lady      | Clive Loring                         | Lewis Allen      | Teresa Wright Cedric Hardwicke                |                      |
| 1947 | The Trouble with Women  | Professor Gilbert Sedley             | Sidney Lanfield  | Teresa Wright Brian Donlevy                   |                      |
| 1947 | Golden Earrings         | Colonel Ralph Denistoun              | Mitchell Leisen  | Marlene Dietrich                              |                      |
| 1947 | Variety Girl            | Himself                              | George Marshall  | Mary Hatcher Olga San Juan DeForest Kelley    | Technicolor sequence |
| 1948 | So Evil My Love         | Mark Bellis                          | Lewis Allen      | Ann Todd Geraldine Fitzgerald                 |                      |
| 1948 | The Big Clock           | George Stroud                        | John Farrow      | Charles Laughton Maureen O'Sullivan           |                      |
| 1948 | Sealed Verdict          | Major Robert Lawson                  | Lewis Allen      | Florence Marly Broderick Crawford             |                      |
| 1949 | Alias Nick Beal         | Nick Beal                            | John Farrow      | Audrey Totter Thomas Mitchell George Macready |                      |
| 1949 | It Happens Every Spring | Professor Vernon K. Simpson          | Lloyd Bacon      | Jean Peters Paul Douglas                      |                      |
| 1950 | A Woman of Distinction  | Professor Alexander "Alec" Stevenson | Edward Buzzell   | Rosalind Russell Edmund Gwenn                 |                      |
| 1950 | A Life of Her Own       | Steve Harleigh                       | George Cukor     | Lana Turner Tom Ewell                         |                      |
| 1950 | Copper Canyon           | Johnny Carter                        | John Farrow      | Hedy Lamarr                                   | Technicolor          |

### 1951—1960
| Año  | Título                           | Rol                       | Director          | Otras estrellas                            | Notas                    |
| ---- | -------------------------------- | ------------------------- | ----------------- | ------------------------------------------ | ------------------------ |
| 1951 | Circle of Danger                 | Clay Douglas              | Jacques Tourneur  | Patricia Roc Marius Goring                 |                          |
| 1951 | Night into Morning               | Philip Ainley             | Fletcher Markle   | John Hodiak Nancy Davis                    |                          |
| 1951 | Rhubarb                          | Eric Yeager               | Arthur Lubin      | Jan Sterling                               |                          |
| 1951 | Close to My Heart                | Brad Sheridan             | William Keighley  | Gene Tierney                               |                          |
| 1952 | Bugles in the Afternoon          | Kern Shafter              | Roy Rowland       | Forrest Tucker George Reeves Helena Carter | Technicolor              |
| 1952 | Something to Live For            | Alan Miller               | George Stevens    | Joan Fontaine Teresa Wright                |                          |
| 1952 | The Thief                        | Allan Fields              | Russell Rouse     | Rita Gam                                   |                          |
| 1953 | Jamaica Run                      | Patrick Fairlie           | Lewis R. Foster   | Arlene Dahl Wendell Corey                  |                          |
| 1953 | Let's Do It Again                | Gary Stuart               | Alexander Hall    | Jane Wyman                                 | Technicolor              |
| 1954 | Dial M for Murder                | Tony Wendice              | Alfred Hitchcock  | Grace Kelly Robert Cummings                | 3-D WarnerColor          |
| 1955 | The Girl in the Red Velvet Swing | Stanford White            | Richard Fleischer | Joan Collins Farley Granger                | CinemaScope Deluxe color |
| 1955 | A Man Alone                      | Wes Steele                | Ray Milland       | Mary Murphy Ward Bond Raymond Burr         | Naturama Trucolor        |
| 1956 | Lisbon                           | Captain Robert John Evans | Ray Milland       | Maureen O'Hara Claude Rains                | Trucolor                 |
| 1956 | Three Brave Men                  | Joe DiMarco               | Philip Dunne      | Frank Lovejoy Ernest Borgnine Nina Foch    | CinemaScope              |
| 1957 | The River's Edge                 | Nardo Denning             | Allan Dwan        | Anthony Quinn Debra Paget                  | CinemaScope Deluxe color |
| 1957 | High Flight                      | Wing Commander Rudge      | John Gilling      | Bernard Lee Kenneth Haigh                  | CinemaScope              |
| 1958 | The Safecracker                  | Colley Dawson             | Ray Milland       | Barry Jones                                |                          |

### 1961—1970
| Año  | Título                                     | Rol                          | Director         | Otras estrellas                       | Notas                   |
| ---- | ------------------------------------------ | ---------------------------- | ---------------- | ------------------------------------- | ----------------------- |
| 1961 | King of Kings                              | Satanás (voz, no acreditado) | Nicholas Ray     | Jeffrey Hunter Siobhán McKenna        | Technicolor             |
| 1962 | The Premature Burial                       | Guy Carrell                  | Roger Corman     | Hazel Court                           | Panavision Eastmancolor |
| 1962 | Panic in Year Zero!                        | Harry Baldwin                | Ray Milland      | Jean Hagen Frankie Avalon             | Pathécolor              |
| 1963 | X: The Man with the X-ray Eyes             | Dr. James Xavier             | Roger Corman     | Diana Van der Vlis Don Rickles        |                         |
| 1964 | Quick, Let's Get Married                   | Mario Forni                  | William Dieterle | Ginger Rogers Barbara Eden            | Eastmancolor            |
| 1968 | Hostile Witness                            | Simon Crawford - Q.C.        | Ray Milland      | Sylvia Syms                           | Deluxe color            |
| 1970 | Love Story                                 | Oliver Barrett III           | Arthur Hiller    | Ryan O'Neal Ali MacGraw               | Color                   |
| 1970 | Company of Killers (hecho para televisión) | George DeSalles              | Jerry Thorpe     | Van Johnson Susan Oliver Terry Carter | Technicolor             |

### 1971—1984
| Año  | Título                                                           | Rol                       | Director               | Otras estrellas                               | Notes                                 |
| ---- | ---------------------------------------------------------------- | ------------------------- | ---------------------- | --------------------------------------------- | ------------------------------------- |
| 1972 | Embassy                                                          | Ambassador                | Gordon Hessler         | Richard Roundtree Chuck Connors               | Color                                 |
| 1972 | Frogs                                                            | Jason Crockett            | George McCowan         | Sam Elliott                                   | Panavision Color                      |
| 1972 | The Thing with Two Heads                                         | Maxwell Kirshner          | Lee Frost              | Rosey Grier                                   | Color                                 |
| 1973 | The House in Nightmare Park                                      | Stewart Henderson         | Peter Sykes            | Frankie Howerd                                | Technicolor                           |
| 1973 | The Big Game                                                     | Professor Pete Handley    | Robert Day             | Stephen Boyd France Nuyen                     | Color                                 |
| 1973 | Terror in the Wax Museum                                         | Harry Flexner             | Georg Fenady           | Broderick Crawford Elsa Lanchester            | Color                                 |
| 1974 | The Student Connection                                           | Dr. Roger Melli           | Rafael Romero Marchent | Sylva Koscina                                 | Eastmancolor                          |
| 1974 | Gold                                                             | Hurry Hirschfeld          | Peter R. Hunt          | Roger Moore Susannah York                     | Panavision Technicolor                |
| 1975 | Escape to Witch Mountain                                         | Aristotle Bolt            | John Hough             | Eddie Albert Kim Richards                     | Technicolor                           |
| 1976 | The Swiss Conspiracy                                             | Johann Hurtil             | Jack Arnold            | David Janssen Senta Berger Elke Sommer        | Color                                 |
| 1976 | Aces High                                                        | Brigadier General Whale   | Jack Gold              | Malcolm McDowell Christopher Plummer          | Panavision Technicolor                |
| 1976 | The Last Tycoon                                                  | Fleishacker               | Elia Kazan             | Robert De Niro Robert Mitchum                 | Panavision Technicolor                |
| 1977 | Oil!                                                             | The Boss (Stewart)        | Mircea Drăgan          | Stuart Whitman Woody Strode                   | Color                                 |
| 1977 | The Uncanny                                                      | Frank Richards            | Denis Héroux           | Peter Cushing Susan Penhaligon Joan Greenwood | Color                                 |
| 1977 | The Pajama Girl Case                                             | Inspector Thompson        | Flavio Mogherini       | Dalila Di Lazzaro Mel Ferrer                  | Color                                 |
| 1978 | Slavers                                                          | Hassan                    | Jürgen Goslar          | Trevor Howard Britt Ekland Ron Ely            | Eastmancolor                          |
| 1978 | Blackout                                                         | Richard Stafford          | Eddy Matalon           | Jim Mitchum Robert Carradine                  | Color                                 |
| 1978 | Battlestar Galactica (Theatrical release of television film)     | Sire Uri                  | Richard A. Colla       | Richard Hatch Dirk Benedict Lorne Greene      | Sensurround Technicolor               |
| 1978 | Oliver's Story                                                   | Oliver Barrett III        | John Korty             | Ryan O'Neal Candice Bergen                    | Color                                 |
| 1979 | Survival Run                                                     | Profesor                  | Larry Spiegel          | Peter Graves Vincent Van Patten               | Color                                 |
| 1979 | Game for Vultures                                                | Colonel Brettle           | James Fargo            | Joan Collins Richard Harris                   | Panavision Color                      |
| 1980 | The Attic                                                        | Wendell                   | George Edwards         | Carrie Snodgress                              | Color                                 |
| 1983 | Starflight: The Plane That Couldn't Land (hecho para televisión) | Q. T. Thornwell           | Jerry Jameson          | Lee Majors Hal Linden Lauren Hutton           | Color                                 |
| 1984 | The Sea Serpent                                                  | Professor Timothy Wallace | Amando de Ossorio      | Timothy Bottoms Taryn Power Jared Martin      | Color                                 |
| 1985 | The Gold Key                                                     | Carl Bruhn                | Richard Kutok          | Jack Curtis Miller                            | (última aparición en pantalla), Color |

## Apariciones en radio
| Año  | Programa               | Episodio/Tema a tratar                 |
| ---- | ---------------------- | -------------------------------------- |
| 1946 | This Is Hollywood      | The Seventh Veil                       |
| 1946 | The Jack Benny Program | The Lost Weekend (10 de marzo de 1946) |
| 1946 | The Screen Guild       | The Lost Weekend                       |
| 1953 | Lux Radio Theatre      | Close to My Heart                      |

## En la cultura popular
En diciembre de 1986, varios músicos de rock argentino formaron la Ray Milland Band. Esta agrupación estaba formada por Pipo Cipolatti, Daniel Melingo, Miguel Zavaleta, Andrés Calamaro y Camilo Iezzi, en voces, y Charly García, Gustavo Donés, Pedro Aznar y Pablo Guadalupe como la banda de acompañamiento. La banda le dedicó al actor dos canciones, «Aquí esta la Ray Milland Band» e «Himno óptico». Se presentaron en el programa Badía y Cía de Juan Alberto Badía.
La adolescente judía Ana Frank tenía una fotografía del actor en la pared de su dormitorio en el anexo secreto, que todavía sigue donde Ana la dejó colgada.

## Premios y distinciones
| Año  | Premios                                  | Categoría                          | Película                   | Resultado |
| ---- | ---------------------------------------- | ---------------------------------- | -------------------------- | --------- |
| 1946 | Premios Óscar                            | Mejor actor                        | Días sin huella            | Ganador   |
| 1946 | Festival Internacional de Cine de Cannes | Mejor actor                        | Días sin huella            | Ganador   |
| 1946 | National Board of Review                 | Mejor Actor                        | Días sin huella            | Ganador   |
| 1946 | New York Film Critics Circle             | Mejor Actor                        | Días sin huella            | Ganador   |
| 1946 | Premios Globos de Oro                    | Mejor Actor - Drama                | Días sin huella            | Ganador   |
| 1953 | Premios Globos de Oro                    | Mejor Actor - Drama                | El espía                   | Nominado  |
| 1976 | Primetime Emmy                           | Mejor Actor en una serie dramática | Hombre rico, hombre probre | Nominado  |